# Ган, Серафим Серафимович
Серафи́м Серафи́мович Ган (18 февраля 1975, Монтерей, Калифорния, США) — священнослужитель Русской православной церкви заграницей (протоиерей), управляющий делами канцелярии Архиерейского Синода РПЦЗ, секретарь Первоиерарха РПЦЗ митрополита Илариона (Капрала).

## Биография
Из духовной семьи. Дед, Ростислав Ган, протоиерей и литургист. Отец, Серафим Ган, член Епархиального совета Западно-Американской епархии. Брат, Вадим Ган, протодиакон.
Окончил North Salinas high school, поступил в Свято-Троицкую духовную семинарию в Джорданвилле.
В 19 лет, во время обучения в семинарии, женился на Ирине Кочергиной, дочери протодиакона Александра Кочергина.
В июле 1995 году возведён в сан диакона.
В 1996 году окончил Свято-Троицкую духовную семинарию в Джорданвилле, направлен служить в кафедральный собор в Чикаго.
4 декабря 1996 года архиепископом Антонием (Медведевым) рукоположен во пресвитера.
По просьбе прихожан покойного дедушки, в феврале 1997 года уезжает служить в Австралию. Был настоятелем Свято-Покровской церкви в городе Кабраматта (штат Новый Южный Уэльс). В 2001 году был направлен на служение в женский монастырь Казанской иконы Божией Матери в городе Кентлин (штат Новый Южный Уэльс).
В марте 2003 года назначен помощником секретаря Архиерейского Синода РПЦЗ, после чего переезжает из Австралии в США. Служит клириком Знаменского кафедрального собора при Архиерейском Синоде в Нью Йорке.
10 декабря 2003 года во время Всезарубежного пастырского совещания духовенства РПЦЗ митрополитом Лавром награждён митрополитом Лавром золотым наперсным крестом.
С 2004 года совместно с протоиереем Александром Лебедевым является редактором и веб-мастером официального Интернет-узла Русской Православной Церкви Заграницей (http://www.russianorthodoxchurch.ws). Сотрудник канцелярии Архиерейского Синода РПЦЗ.
В мае 2004 года входи в состав официальной делегации, сопровождавшую митрополита Лавра в поездке по России.
19 октября 2004 года был секретарём прошедшего в тот день епархиального собрания Восточно-Американской епархии.
Был личным секретарём первоиерарха РПЦЗ митрополита Лавра (Шкурла).
27 января 2005 года включён в состав Предсоборной комиссии IV Всезарубежного Собора Русской Православной Церкви Заграницей, состоявшегося в мае 2006 года.
В том же году стал настоятелем Серафимовского храма в Си-Клиффе: «15 января, на память преподобного Серафима Саровского, я впервые приехал в храм — заменить настоятеля. Начал служить и был поражен малочисленностью церковного народа. Видно было, что приход начал распадаться: людям не понравилась атмосфера последнего времени и многие перестали ходить в церковь. Остался костяк прихода, который стремился наладить церковную жизнь. Владыка Лавр поддержал народ и направил меня временно служить в Си-Клиф. На первую Пасху у нас было всего 70 причастников. Тогда я не столько сам впал в уныние, сколько жалел сильный когда-то приход, пострадавший от разделения. Но заметил, что крепкий семейный дух на приходе, пусть тогда и немногочисленном, сохранялся». Переговоры с Московским Патриархатом к тому времени уже входили в завершающую стадию, и митрополит Лавр сомневался, стоит ли давать дополнительное — приходское — служение за пределами Нью-Йорка своему секретарю. Но прихожане упросили митрополита, и 15 августа 2005 года иерей Серафим Ган был назначен настоятелем Серафимовского храма.
Решением состоявшегося 18-20 апреля 2007 года Архиерейского Синода РПЦЗ включён в состав официальной делегации, направленную на подписание Акта о каноническом общении, возглавляемую Митрополитом Лавром.
В 2007 году возведён в сан протоиерея.
19 марта 2008 года указом первого заместителя Председателя Архиерейского Синода РПЦЗ архиепископ Илариона (Капрала) назначен председателем созданной тогда же комиссии по разбору и распределению личных вещей и святынь почившего митрополита Лавра.
13 мая 2008 года назначен заместителями секретаря по межправославным отношениям РПЦЗ.
В сентябре 2008 года, по решению Архиерейского Синода РПЦЗ, определён управляющим делами канцелярии Архиерейского Синода РПЦЗ и секретарём Первоиерарха РПЦЗ митрополита Илариона (Капрала).
31 августа 2009 года Генеральный консул России в Нью-Йорке Сергей Гармонин вручил ему российский паспорт.
16 августа 2011 решением Архиерейского Синода РПЦЗ включён в состав образованной тогда же рабочей группы «для обсуждения с представителями Московского Патриархата различных вопросов церковной жизни, в том числе и подготовку к празднованию пятилетия восстановления единства внутри Русской Православной Церкви»
3 мая 2017 года решением Архиерейского Синода Русской Зарубежной Церкви включён в состав Комиссии по согласованию месяцеслова Русской Православной Церкви.